# Farafenni
Farafenni – miasto w środkowej Gambii, na północnym wybrzeżu rzeki Gambia, położone w dywizji North Bank na skrzyżowaniu trasy transgambijskiej i North Bank Road. Mieszka tu ok. 30 tys. osób.
Miasto jest ważnym ośrodkiem handlowym – w cotygodniowy dzień targowy (tzw. lumo) przyjeżdżają tu kupcy z całej Senegambii, a także z południowej Mauretanii i północnej Gwinei.
Miejscowa ludność posługuje się w większości językiem wolof, chociaż w użyciu są też inne lokalne języki. Głównym językiem wehikularnym jest tu język francuski, mimo że urzędowym językiem Gambii jest angielski. Znacznie częściej niż gambijska waluta dalasi używany jest tu też frank CFA.